# Uship Accastillage
Pour l’article homonyme, voir uShip.
 (novembre 2023).
- Si vous ne connaissez pas le sujet, laissez ce bandeau (vous pouvez alors contacter les auteurs).
- Si vous supprimez le contenu mis en cause (vous pouvez préalablement contacter les auteurs),

argumentez précisément cette suppression dans la page de discussion
(un manque de référence n'est pas un argument ; une recherche réelle de référence doit avoir été effectuée, être formellement documentée).
Uship Accastillage est un réseau de magasins franchisés français, spécialisé dans l’accastillage et le matériel pour le nautisme, créé en 1983.
La société gérant le réseau porte le nom d'U Ship.

## Histoire
En 1981, Xavier Le Port, shipchandler implanté à Vannes et à La Trinité-sur-Mer, cherche une façon efficace et bon marché de communiquer auprès de clients qui naviguent en Bretagne. Il propose à trois confrères confrontés à la même problématique de créer ensemble un réseau d'indépendants. À l’origine, le réseau Uship a été constitué pour la publicité. Confronté à une concurrence qui communique sur les prix, le réseau devient un groupement d’achat.
Les quatre magasins du départ sont rejoints par quatre autres dès la seconde année, puis par quatre magasins méditerranéens. Cette décision débouche sur la création de la centrale Uship en 1985. Initialement constitué sous forme de GIE[source insuffisante], Uship devient rapidement une SARL dont les adhérents du réseau sont les actionnaires et Xavier Le Port, le gérant.
Le premier catalogue Uship a été publié en 1985. Il sort traditionnellement une fois par an, fin février-début mars.
En 2001, Xavier Le Port propose aux autres adhérents de racheter ses parts de la centrale Uship. La société est vendue à de nouveaux actionnaires réunis autour d’Hervé Cuvelier. Elle est désormais totalement indépendante de son réseau.[source insuffisante]
Uship s’ouvre à l’international en 2003 avec un premier magasin en Espagne. Il sera suivi par l’Italie en 2010), la Suisse et la Tunisie en 2011, et le Maroc et le Sénégal en 2015[source insuffisante].
Initialement implantés à Plougoumelen dans le Morbihan, le siège et l’entrepôt d’Uship ont été transférés en 2011 sur le site de Landévant, près de Lorient.
En 2013, Hervé Cuvelier cède l’entreprise à Stéphan Serra et à un groupement d’actionnaires.
En 2015, Uship a créé son salon privé baptisé Equip’Boat Show[source insuffisante].
En 2021, l'entreprise est rachetée par Stéphan Serra, accompagné de quatre salariés ainsi que de partenaires financiers.

## Organisation
En 2016, 18 personnes travaillent au siège d’Uship à Landévant. L’entreprise dispose d’un espace de stockage de 3 500 m2 où elle gère 10 000 références.

## Réseau
En 2016, le réseau Uship compte plus de 100 sociétés adhérentes[source insuffisante] et 122 magasins. Il est composé de trois grands types de structures qui se répartissent à parts égales : il s’agit de shipchandlers purs, de shipchandlers adossés à des chantiers navals et enfin de concessionnaires de grandes marques de bateaux. Les voileries font également partie des adhérents du réseau.[source insuffisante]
Chaque magasin adhérent bénéficie d’une exclusivité territoriale. Depuis 2011, ils peuvent être secondés sur leur territoire par des agents indépendants, les Relais Uship.[source insuffisante]

## Concept et produit
Uship a lancé ses premiers produits en marque propre en 2008 en commençant par une gamme de radios VHF, d’annexes et de gilets de sauvetage. La peinture antifouling Uship a été lancée l’année suivante. En 2015, Uship a présenté deux vélos pliants spécialement conçus pour être utilisés à l’escale dans un environnement marin.
En décembre 2016, à l'occasion du Salon Nautique de Paris auquel l'entreprise participe chaque année, USHIP dévoile son programme de formation à destination des plaisanciers[source insuffisante] : l'Académie USHIP.